# Малиновое варенье
«Малиновое варенье» — советский короткометражный кукольный мультипликационный фильм, поставленный Юрием Трофимовым в 1983 году на Творческом объединении «Экран» по мотивам сказок Дональда Биссета.

## Сюжет
Жил-был Вокзал. Ночью, как и все люди, он спал, а утром его будил совёнок. Потом появлялся машинист, просыпался Паровозик, друзья завтракали, а после завтрака начинали работать. Работа у них была очень интересная, ведь Паровозик развозил самые важные на свете грузы. Так они работали каждый день и в любую погоду.
Однажды Вокзал простудился и заболел. Друзья укутали его в плед и стали думать — чем же лечат Вокзалы? Оказалось, что Вокзал можно вылечить малиновым вареньем, которое есть у Бабушки. Самым главным в её доме был кот — плут и сластёна. Любимым его занятием было варить варенье — разумеется, с помощью Бабушки. Когда друзья приехали к ним в гости, то подарили Бабушке цветы и свисток. Она была готова всё отдать для больного друга, но кот съел варенье, и банки остались пустыми. Тогда Паровозик, машинист и совёнок стали помогать хозяйке собирать ягоды для варенья, даже кот помог. Ожидание всегда томительно, особенно когда спешишь помочь больному другу. И наконец Бабушка приготовила варенье. Но Паровозик поторопился, и нечаянно пролил всё варенье на рельсы. Он прилип и не мог сдвинуться с места. Как тут быть? Тогда совёнок попросил помощи у кота, и хитрый сластёна помог как мог. Но что же друзья повезут больному? И тут кот покинул друзей, чтобы сделать доброе дело — до этого он на всякий случай припас одну банку. Ведь нельзя же оставить друга без лекарства! А когда друзья приехали домой и дали Вокзалу варенье, тот сразу поправился и поблагодарил их. И они завтра, после завтрака, снова начнут работать. А теперь — всем пора спать.

## Создатели
- Сценарий — Вадия Курчевского
- Композитор — Владимир Дашкевич
- Режиссёр — Юрий Трофимов
- Художники-постановщики — Борис Моисеев, Юрий Трофимов
- Оператор-постановщик — Лев Ревтов
- Звукооператор — Виталий Азаровский
- Художники-мультипликаторы: Татьяна Молодова, Людмила Африна, Алексей Лярский, А. Луки
- Текст читал — Ролан Быков
- Куклы и декорации изготовили: Александра Мулюкина, Нина Пантелеева, Владимир Шафранюк, Елена Покровская, Геннадий Богачёв, Юрий Одинцов, Маргарита Богатская, Галина Круглова, Анатолий Кузнецов, Надежда Лярская, Анатолий Гнединский
- Монтажер: Татьяна Моргунова
- Редактор: Александр Тимофеевский
- Директор: Елена Бобровская

## Сказки Д. Биссета
Юрий Трофимов — создатель серии фильмов по сказкам Д. Биссета о приключениях Девочки и Дракона:
- 1983 — «Девочка + дракон»
- 1983 — «Малиновое варенье»
- 1984 — «Забытый день рождения»
- 1985 — «Крококот»
- 1986 — «Снегопад из холодильника»
- 1986 — «Урок музыки»
- 1987 — «Вреднюга»

## Видео
Мультфильм выпускался на DVD в сборнике мультфильмов «Сказки Дональда Биссета».